# 積文館書店
株式会社積文館書店（せきぶんかんしょてん）は、福岡県に本社を置く、書店を店舗展開している企業。日本出版販売株式会社の連結子会社である。

## ブックセンタークエスト
従来から「積文館書店」ブランドで展開していた店舗網以外に、北九州市を拠点として百貨店事業を展開している株式会社井筒屋の書店事業ブックセンタークエスト（旧井筒屋ブックセンター）を吸収合併し、引き続き「ブックセンタークエスト」として運営している。

## 主な店舗

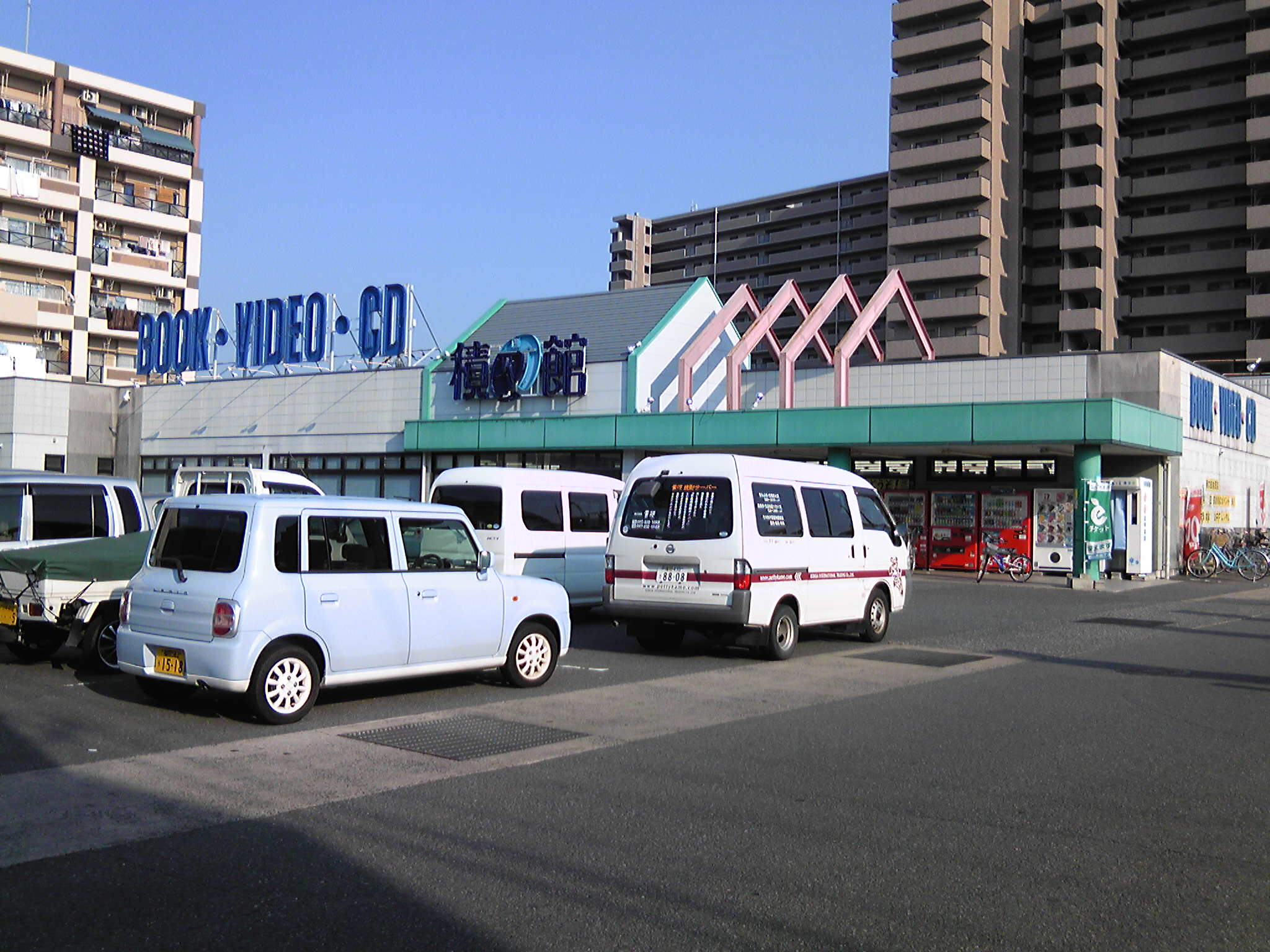
積文館書店前原店

### 北九州エリア
- クエスト小倉本店（北九州市小倉北区馬借）
- クエスト大手町店（小倉北区大手町）
- クエスト門司大里店（門司区）
- 本城店（八幡西区千代ケ崎）

### 福岡エリア
- 新天町本店（中央区天神）
- 小田部店（早良区小田部）
- 前原店（福岡県糸島市）
- 大野城店（福岡県大野城市）
- ゆめタウン筑紫野店（福岡県筑紫野市）
- TSUTAYA積文館書店シュロアモール店（福岡県筑紫野市）
- アクロスモール春日店（福岡県春日市）
- TSUTAYA BOOKSTORE マークイズ福岡ももち（中央区地行浜）[2]

### 筑後・佐賀エリア
- クエスト久留米店（福岡県久留米市）
- 大川店（福岡県大川市）
- TSUTAYA積文館書店八女店（福岡県八女市）
- 高田店（福岡県みやま市）
- 大牟田店（福岡県大牟田市）
- TSUTAYA積文館書店佐大通り店（佐賀市）[3]
- 上峰店（佐賀県三養基郡上峰町）
- ファミリーマート積文館書店三日月店（佐賀県小城市）[4]
- 江北店（佐賀県杵島郡江北町）
- TSUTAYA積文館書店鹿島店（佐賀県鹿島市）
- 有田店（佐賀県西松浦郡有田町）
- 伊万里店（佐賀県伊万里市）

### 山口エリア
詳細は文榮堂の項を参照されたい。

## 過去に存在した店舗
- 新宿西口店(東京都新宿区)
- 荻窪店(杉並区)
- 横浜西口店（横浜市西区）
- IMS店(福岡県福岡市中央区)
- 博多駅店(博多区)
- 博多えきちか店(博多区)
- 博多南店(博多区)
- 香椎駅前店(東区)
- 香椎店(東区)
- フレスタ香椎店(東区)
- 西新岩田屋店(早良区)
- 干熊店(早良区)
- サニー森林都市店(福岡県宗像市)
- ジャスコ東郷店(宗像市)
- 春日店(春日市)
- 大橋店（福岡市南区）
- 八女バイパス店(八女市)
- 八女パセオ店(八女市)
- 市・美術館店（中央区大濠公園）
- ゆめタウン大牟田2号店（大牟田市）
- 佐賀駅店（佐賀県佐賀市、えきマチ1丁目佐賀内）[5]
- 唐津店（佐賀県唐津市）
- 高須店（若松区高須東）
- クエスト黒崎店（八幡西区黒崎、クロサキメイト内）
- たけふじ文泉堂（福岡県久留米市旧田主丸町）
- TSUTAYA積文館書店薬院店（福岡市中央区渡辺通り）
- TSUTAYA積文館書店ゆめタウン大牟田店（大牟田市）
- クエスト鞘ケ谷（さやがたに）店（戸畑区東鞘ケ谷町 スピナショッピングパーク鞘ケ谷内）[6]
- 天神地下街店（中央区天神 天神地下街内）[7]